# Elmar von Eschwege (Maler)
Elmar von Eschwege, auch Friedrich Adolf Eilmar von Eschwege, (* 22. August 1856 in Braunschweig; † 6. Juli 1935 in Oberweimar) war ein deutscher Landschafts-, Tier- und Kriegsmaler.

## Leben
Von Eschwege wurde als Sohn des Landgerichtsrates Hermann von Eschwege (1819–1903) und dessen Frau Luise (geborene von der Wense, 1826–1917) in Braunschweig geboren. Er studierte ab 1877 bis 1882 an der Kunstschule Weimar, wo er von Albert Brendel und Alexander Struys unterrichtet wurde. Zudem studierte er vom 18. April 1882 in der „Naturklasse“ an der Akademie der Bildenden Künste München und später an der Akademie der Künste in Dresden bei Ferdinand Pauwels, wo er 1890 eine Professur übernahm, später war er Professor in Weimar. In den Jahren 1899 bis 1906 war er in der Künstlerkolonie Dachau tätig. 1899 war er zudem Mitglied in der Allgemeinen Deutschen Kunstgenossenschaft.

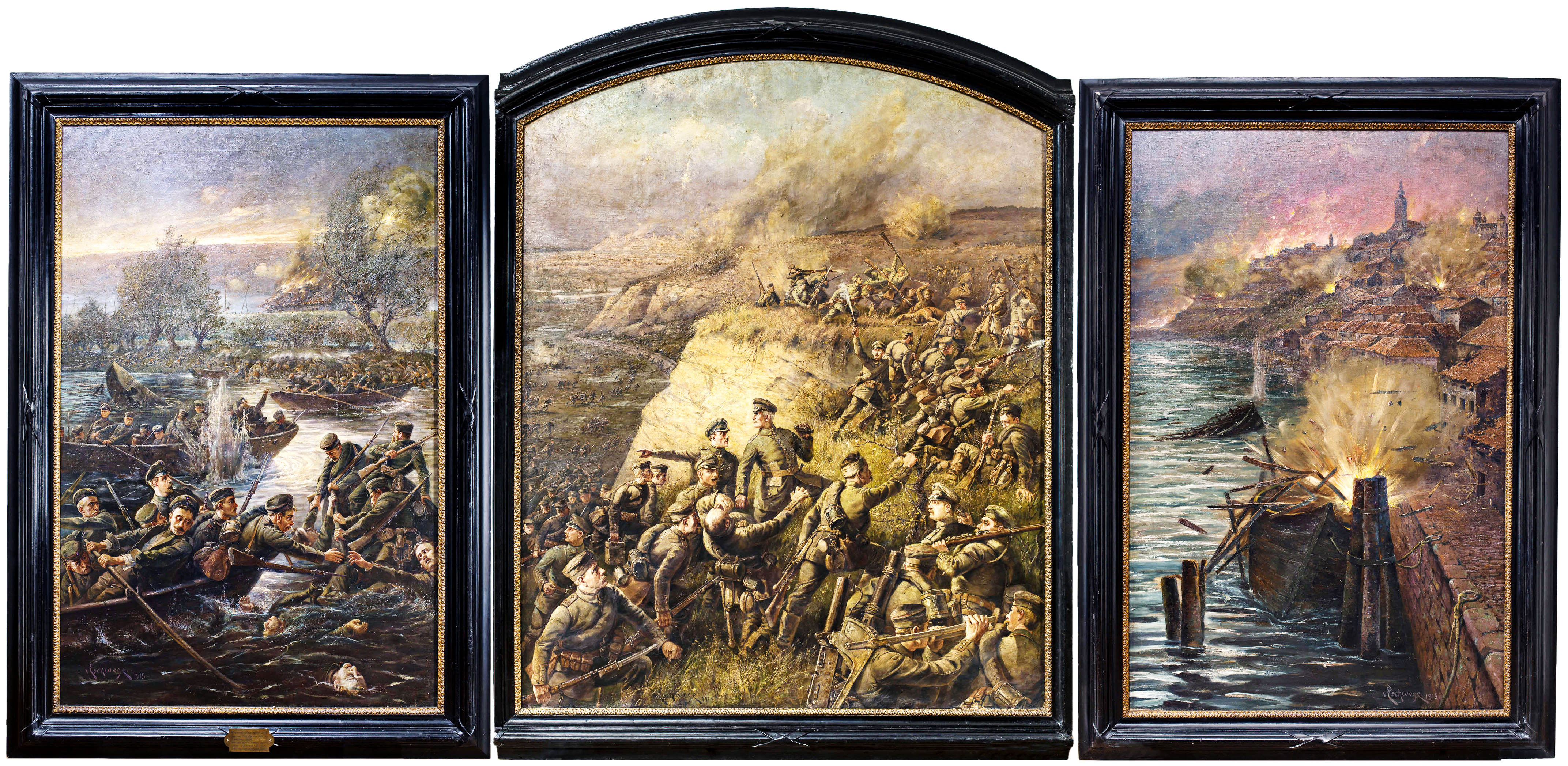
Übergang über die Save, Triptychon aus dem Jahre 1915. Es stellt die Eroberung Belgrads durch das Reserve-Infanterie-Regiment Nr. 208 dar.

Bekannt ist er vor allem wegen seiner Gemälde, die von Kriegsereignissen berichten. Darunter sind Bilder mit Reiter- und Schlachtenszenen aus den Befreiungskriegen von 1813 sowie vom Herzoglich Braunschweigischen Husarenregiment Nr. 17 und dem Herzoglich Braunschweigischen Infanterieregiment Nr. 92, die im Deutsch-Französischen Krieg in den Jahren 1870 bis 1871 kämpfte oder vom braunschweigischen Reserve-Infanterie-Regiment Nr. 208, das während des Ersten Weltkriegs eingesetzt war. Zudem illustrierte er Schriften über diese Ereignisse. Er lebte seit 1889 in Weimar, wo die meisten seiner Werke entstanden. Außerdem malte er Landschaftsbilder mit Motiven aus dem Harz und Thüringen sowie Szenen von der Jagd, bei Hofe oder auf dem Lande. Eschwege fertigte zudem Vorlagen für die Schulbücher des Verlages Velhagen & Klasing in den Jahren 1892 bis 1904.
Familie
Von Eschwege war seit dem 10. Oktober 1885 mit Elisabeth (geborene Woltze, 1861–1928) verheiratet, mit der er zwei Söhne hatte.
1. Hermann von Eschwege (* 1886)
2. Anneliese (* 1887)
3. Reinhard von Eschwege (1893–1941)
4. Irmgard (* 1900)

## Werke (Auswahl)
Gemälde

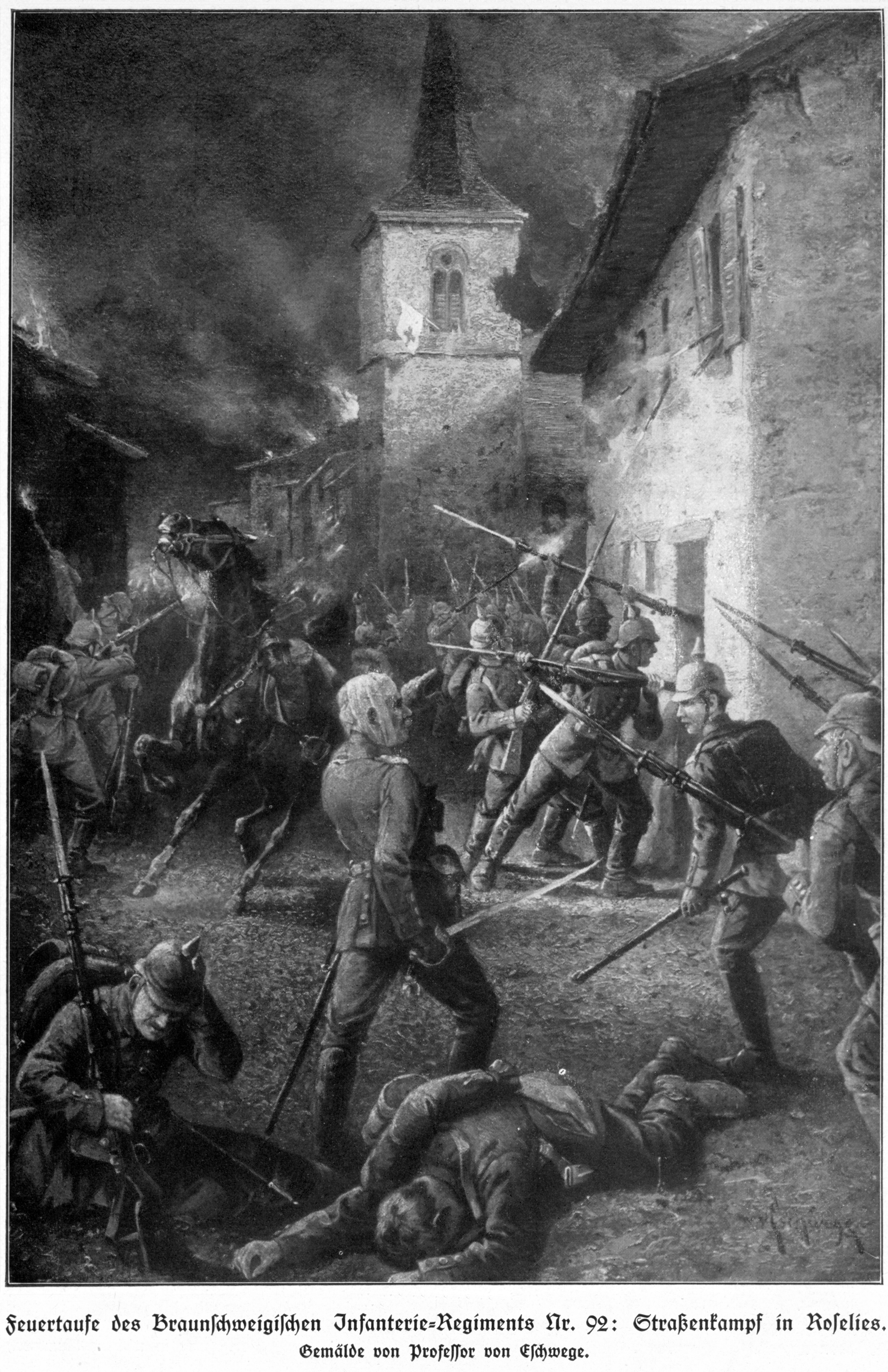
Feuertaufe des Braunschweigischen Infanterie-Regiment Nr. 92: Straßenkampf in Roselies. Darstellung der Kampfhandlungen im belgischen Roselies; veröffentlicht 1914 in der von Martin Bücking herausgegebenen Heftesammlung Die Braunschweiger im Weltkriege 1914–1918, einer deutschen Propagandaschriftenreihe.

- Attacke des Herzoglich Braunschweigischen Husarenregiments No. 17 bei Flavigny am 16. August 1870 oder Reiterkampf bei Mars-la-tour – Gefechtsszene der Schlacht bei Mars-la-Tour aus dem Deutsch-Französischen Krieg (Ölgemälde um 1882/1883)
- Angriff des Herzoglich Braunschweigischen Infanterieregiments No. 92 bei La Tuilerie vor Le Mans am 11. Januar 1871 – Gefechtsszene der Schlacht bei Le Mans aus dem Deutsch-Französischen Krieg (Ölgemälde um 1882/83)
- Übergang über die Save bei Belgrad – Triptychon aus dem Jahr 1915. Es zeigt das Reserve-Infanterie-Regiment Nr. 208 bei der Überquerung über die Save bei Belgrad in jenem Jahr. Es ist im Braunschweigischen Landesmuseum ausgestellt. Auf dem linken Flügel ist die Überquerung der Save mit Pontons dargestellt, die im Morgengrauen des 7. Oktobers 1915 stattfand. Die Truppen aus Braunschweig, Celle und Hildesheim bestanden aus Freiwilligen und waren maßgeblich an der Eroberung Belgrads beteiligt. Das Bild verdeutlicht auch die hohen Verluste, die das Regiment bei der Flussüberquerung hinnehmen musste, da die Pontons nur wenig Schutz boten. Das Bild in der Mitte zeigt die Erstürmung des Banovo am 8. Oktober und im Hintergrund die Stadt Belgrad. Die Beschießung der Stadt wird schließlich im rechten Bild beschrieben. Das Triptychon ist ähnlich aufgebaut wie ein kirchliches Altarbild.[5]

Illustrationen in Publikationen
- Rennig Ribbentrop: Mit den Schwarzen nach Frankreich hinein! Erinnerungen eines Braunschweigischen Officiers aus dem Kriege 1870/71. O. Salle, Berlin 1901, OCLC 238868983
- Rudolf Mackensen von Astfeld: Braunschweiger Husaren in Feindes Land. Erinnerungen aus dem Kriege 1870/71. O. Salle, Berlin 1902, OCLC 833141726.
- Braunschweiger Husaren stellen einen französischen Aufklärer – Gemälde, das eine Szene aus dem Deutsch-Französischen Krieg darstellt. Es erschien als Titelblatt des ersten Heftes der Reihe Die Braunschweiger im Weltkriege, die im Verlag Appelhans & Comp. in Braunschweig erschienen (Bild).
- Ziethen-Husaren auf dem Patrouillenritt im Winter 1870 – Nach einem Gemälde wurde im Jahr 1883 eine Illustrationen für die Zeitschrift Die Gartenlaube angefertigt.[6]